# Liste der Baudenkmäler in der Carlstadt (Düsseldorf)
Die Liste der Baudenkmäler in der Carlstadt (Düsseldorf) enthält die denkmalgeschützten Bauwerke auf dem Gebiet von Düsseldorf-Carlstadt, Stadtbezirk 1, in Nordrhein-Westfalen. Diese Baudenkmäler sind in der Denkmalliste der Stadt Düsseldorf eingetragen; Grundlage für die Aufnahme ist das Denkmalschutzgesetz Nordrhein-Westfalen (DSchG NRW).

## Baudenkmäler
| Bild                                    | Bezeichnung                             | Lage                                                 | Beschreibung | Bauzeit                     | Eingetragen seit   | Denkmal- nummer |
| --------------------------------------- | --------------------------------------- | ---------------------------------------------------- | --- | --------------------------- | ------------------ | --------------- |
|                                         |                                         | Bäckergasse 3 Karte                                  | | ca. 1700                    | 8. Juni 1983       | A 367           |
|                                         |                                         | Bäckergasse 5 Karte                                  | | Anfang 18. Jh.              | 26. März 1982      | A 80            |
|                                         |                                         | Bäckergasse 6 Karte                                  | | 1709                        | 18. Mai 1983       | A 358           |
|                                         |                                         | Bäckerstraße 3 Karte                                 | | 1904–1905                   | 25. Mai 1984       | A 601           |
|                                         |                                         | Bäckerstraße 5 Karte                                 | Architekt: Max Gorris | 1905                        | 13. September 1984 | A 706           |
| Wohnhaus mit Gastronomie „Bistro Zicke“ | Wohnhaus mit Gastronomie „Bistro Zicke“ | Bäckerstraße 5a (an der Ecke zur Berger Allee) Karte | Architekt war Adolf Erkes (* 12. April 1864 in Gelsenkirchen; † 24. Februar 1920 in Düsseldorf). | 1905                        | 6. Juni 1984       | A 610           |
|                                         |                                         | Bäckerstraße 6 Karte                                 | | 18. Jh.                     | 3. Mai 1984        | A 584           |
| weitere Bilder                          | Palais Spee, Spee’scher Graben und Park | Bäckerstraße 7–9 Karte                               | Auf Grund der geschichtlichen Bedeutung sowie der Bedeutung für den Stadtgrundriss wurde das ehemalige Palais der Grafen Spee mit Parkanlage, den vorgelagerten Wasserflächen und deren gärtnerisch gestalteter Einfassung in die Denkmalliste der Stadt Düsseldorf eingetragen. Die repräsentative Bebauung im ehemaligen Festungsbereich mit den Resten der Bastion veranschaulicht die Grenze der Stadt im 17. Jahrhundert. Mit dem Gebäude und seiner zum Teil erhaltenen Ausstattung besitzt die Stadt ein bemerkenswertes Beispiel des Bautyps Stadtpalais. Der älteste östliche Teil des Palais Spee stammt im Kern noch aus der Zeit Jan Wellems. Der Obristhofkämmerer Adam von Diemantstein († 1730 in Düsseldorf) kaufte 1703 einen Vorgängerbau und mehrere daran anschließende Grundstücke und errichtete hier ein stattliches Wohnhaus, dessen Architekt wahrscheinlich Michael Cagnon war. In den folgenden Jahrhunderten wechselte das Haus mehrmals den Besitzer, war lange Zeit Eigentum der Familie von Spee. So hatte Carl-Wilhelm von Spee 1806 das Palais an der südöstlichen Bastion der Zitadelle in Düsseldorf-Carlstadt gekauft. Die zweigeschossige Vierflügelanlage (Erweiterung zur Vierflügelanlage Anfang des 19. Jahrhunderts) aus Backsteinmauerwerk ist aus mehreren Häusern zusammengewachsen. Im Zweiten Weltkrieg 1943/1945 wurde das Objekt schwer beschädigt und anschließend zum Teil verändert wieder aufgebaut. Ursprünglich war das Gebäude verputzt. 1963 erfolgte der Kauf durch Stadt Düsseldorf mit Einzug des Stadtgeschichtlichen Museums (1. Bauabschnitt). 1977 wurde der Westflügel im Palais Spee (2. Bauabschnitt) erweitert und 1980 erfolgte die Rückumbenennung in Stadtmuseum. 1991 wurde das Stadtmuseum nach Fertigstellung des Erweiterungsbaus von Niklaus Fritschi (3. Bauabschnitt) wieder eröffnet. Der Zugang zum Stadtmuseum im Palais Spee befindet sich in der Berger Allee 2. Hinter dem Stadtmuseum Düsseldorf befindet sich der Spee‘sche Park, der von Maximilian Friedrich Weyhe zu Beginn des 19. Jahrhunderts angelegt wurde. Bänke, schattige Bäume und ein kleiner Rosengarten laden zum Verweilen ein. In dem sehenswerten Garten sind einige Skulpturen aufgestellt. Die kleine Parkanlage ist täglich geöffnet, der Zutritt erfolgt über ein schmiedeeisernes Tor auf der Bäckerstraße. | 17. Jh., 18. Jh.            | 9. Mai 1984        | A 594           |
|                                         |                                         | Bastionstraße 7 Karte                                | | ca. 1820                    | 14. Juni 1982      | A 110           |
|                                         |                                         | Bastionstraße 12 Karte                               | | 1881                        | 25. Oktober 1985   | A 945           |
|                                         |                                         | Bastionstraße 13 Karte                               | | ca. 1820                    | 14. Juni 1982      | A 111           |
|                                         |                                         | Bastionstraße 15 Karte                               | | ca. 1820                    | 6. Mai 1982        | A 106           |
|                                         |                                         | Bastionstraße 17 Karte                               | | ca. 1820                    | 14. Juni 1982      | A 112           |
|                                         |                                         | Bastionstraße 23 Karte                               | | ca. 1820                    | 18. August 1982    | A 210           |
|                                         |                                         | Bastionstraße 33 Karte                               | | Ende 18. Jh.                | 21. Juni 1982      | A 138           |
|                                         |                                         | Bastionstraße 35 Karte                               | | ca. 1830                    | 14. Juni 1982      | A 113           |
|                                         |                                         | Benrather Straße 4 Karte                             | | ca. 1860                    | 14. März 1983      | A 324           |
| weitere Bilder                          |                                         | Benrather Straße 6 Karte                             | Ausführung durch den Bauunternehmer und Baugewerksmeister Heinrich Florack (1847–1912) | Anfang 19. Jh.              | 7. Juni 1984       | A 616           |
| weitere Bilder                          |                                         | Benrather Straße 6b Karte                            | Heinrich Florack (Ausführung) | ca. 1890–1894               | 25. Mai 1984       | A 602           |
|                                         |                                         | Berger Allee 1 Karte                                 | Architekt: Wilhelm Lenz (1868–nach 1929) (Eigentümer des Neubaus Nr. 1/3 in 1907, lt. Adressbuch) | 1906–1907                   | 3. Mai 1984        | A 585           |
|                                         |                                         | Berger Allee 3 Karte                                 | Architekt: Wilhelm Lenz (Eigentümer des Neubaus Nr. 1/3 in 1907, lt. Adressbuch) | 1906–1907                   | 29. Juli 1982      | A 195           |
|                                         |                                         | Berger Allee 5 Karte                                 | Architekt: Wilhelm Lenz (Eigentümer in 1908, lt. Adressbuch) | 1907                        | 1. März 1983       | A 323           |
|                                         |                                         | Berger Allee 7 Karte                                 | Architekt: Wilhelm Lenz (Eigentümer der Neubauten Nr. 7/9/11 in 1907, lt. Adressbuch) | 1907                        | 1. März 1982       | A 65            |
|                                         |                                         | Berger Allee 9 Karte                                 | Architekt: Wilhelm Lenz (Eigentümer der Neubauten Nr. 7/9/11 in 1907, lt. Adressbuch) | 1906                        | 14. Juli 1982      | A 173           |
| weitere Bilder                          | Mannesmann-Hochhaus                     | Berger Allee 25 Karte                                | | 1954                        | 27. August 1997    | A 1422          |
|                                         |                                         | Bilker Straße 3 Karte                                | | Ende 18. Jh.                | 29. Juli 1982      | A 196           |
| weitere Bilder                          |                                         | Bilker Straße 4, 6 Karte                             | | Ende 18. Jh.                | 23. Februar 1982   | A 26            |
| weitere Bilder                          | Bilker Straße 5                         | Bilker Straße 5 Karte                                | | Ende 18. Jh.                | 23. Februar 1982   | A 27            |
| Palais Wittgenstein                     | Palais Wittgenstein                     | Bilker Straße 7 Karte                                | | 1807                        | 21. Juli 1983      | A 392           |
|                                         |                                         | Bilker Straße 9 Karte                                | | ca. 1800                    | 21. Juli 1983      | A 393           |
|                                         |                                         | Bilker Straße 11 Karte                               | | ca. 1800                    | 21. Juli 1983      | A 394           |
| weitere Bilder                          | Heinrich-Heine-Institut                 | Bilker Straße 12 Karte                               | | Ende 18. Jh.                | 23. Februar 1982   | A 28            |
| weitere Bilder                          |                                         | Bilker Straße 14 Karte                               | Hier wohnte von 1819 bis 1822 die Dichterin Louise Hensel. | Ende 18. Jh., 1878          | 25. November 1983  | A 474           |
| weitere Bilder                          |                                         | Bilker Straße 15 Karte                               | Im Hause des Weinhändlers Aschenberg bewohnte das Komponistenehepaar Clara und Robert Schumann zwei Etagen von 1852 bis 1854. | ca. 1800                    | 21. Juli 1983      | A 395           |
| weitere Bilder                          |                                         | Bilker Straße 16 Karte                               | | Ende 18. Jh.                | 7. Juni 1984       | A 617           |
|                                         |                                         | Bilker Straße 18 Karte                               | Zu Beginn des 19. Jahrhunderts wohnte im Haus des Schreiners Scheurenberg (damals Nr. 1224) der Konzertmeister Herrmann Süs, welcher hier 1822 eine Gesangschule für junge Mädchen errichtete, die erste Musikschule in Düsseldorf. | Anfang 19. Jh.              | 23. Februar 1982   | A 29            |
|                                         |                                         | Bilker Straße 20 Karte                               | | Anfang 19. Jh.              | 23. November 1983  | A 469           |
|                                         |                                         | Bilker Straße 28 Karte                               | | ca. 1831                    | 23. November 1983  | A 470           |
| Palais Eynatten                         | Palais Eynatten                         | Bilker Straße 30 Karte                               | Laut Heinrich Ferber wurde das Palais vom Bauunternehmer Weidenhaupt erbaut und an die Stiftsdame Charlotte von Goltstein (1783–1863) verkauft, die hier starb. Danach kam es in den Besitz von Freiherr von Eynatten und dessen Gattin Maria Theresia, eine geborene Freiin von Kylmann, und deren Nachkommen, die das Palais bewohnten. | Anfang 19. Jh.              | 23. November 1983  | A 471           |
|                                         |                                         | Bilker Straße 32 Karte                               | | Anfang 19. Jh.              | 23. Februar 1982   | A 30            |
|                                         |                                         | Bilker Straße 36 (auch 38, 40, 42) Karte             | nur Fassaden | ca. 1830                    | 23. November 1983  | A 472           |
|                                         |                                         | Bilker Straße 38 (auch 36, 40, 42) Karte             | nur Fassaden | ca. 1830                    | 23. November 1983  | A 472           |
|                                         |                                         | Bilker Straße 40 (auch 36, 38, 42) Karte             | nur Fassaden | ca. 1830                    | 23. November 1983  | A 472           |
|                                         |                                         | Bilker Straße 42, (auch 36, 38, 40) Karte            | nur Fassaden | ca. 1830                    | 23. November 1983  | A 472           |
|                                         |                                         | Carlsplatz 3 Karte                                   | Baumeister: Peter Köhler | 1787–1790                   | 25. Juni 1987      | A 1048          |
|                                         |                                         | Carlsplatz 4 Karte                                   | Fassade; Baumeister: Peter Köhler | Ende 18. Jh.                | 24. Februar 1983   | A 319           |
|                                         |                                         | Carlsplatz 6, Benrather Straße 6b Karte              | Heinrich Florack (Ausführung) | ca. 1890–1894               | 25. Mai 1984       | A 602           |
| weitere Bilder                          |                                         | Carlstor 1, 1a, 2, 2a (vormals Karltor) Karte        | Paul Lenz war Architekt und Eigentümer der Wohnhäuser mit Blick auf den Spee’schen Graben. | 1912–1914                   | 17. Januar 1984    | A 514           |
| Max-Schule                              | Max-Schule                              | Citadellstraße 2b Karte                              | Die Schule selbst wurde im Jahre 1695 von den Franziskanern des angrenzenden Klosters als Laienschule gegründet. Im Zuge der Säkularisation wurde hier ab 1804 eine Knaben- und Mädchenschule eingerichtet, welche Heinrich Heine, damals noch Harry Heine, von 1804 bis 1807 besuchte. 1854 wurde der heute noch bestehende Neubau nach Plänen von Anton Schnitzler errichtet und 1855/1856 fertiggestellt, bei welchem neben der Zweckmäßigkeit besonderer Wert auf eine schöne Fassade gelegt wurde. | 1855–1856                   | 1. Dezember 1983   | A 484           |
|                                         |                                         | Citadellstraße 3 Karte                               | Architekt: H. Sandvoss | 1875                        | 25. November 1983  | A 475           |
|                                         |                                         | Citadellstraße 4 Karte                               | | Ende 17. Jh.                | 25. November 1983  | A 476           |
|                                         |                                         | Citadellstraße 5 Karte                               | | 17. Jh.                     | 1. Dezember 1983   | A 485           |
|                                         |                                         | Citadellstraße 6 Karte                               | | Ende 17. Jh.                | 26. März 1982      | A 81            |
| Polnisches Institut Düsseldorf          | Polnisches Institut Düsseldorf          | Citadellstraße 7 Karte                               | | 1684                        | 1. Februar 1984    | A 528           |
|                                         |                                         | Citadellstraße 8 Karte                               | | ca. 1700                    | 23. Februar 1982   | A 34            |
| weitere Bilder                          |                                         | Citadellstraße 11 Karte                              | | Ende 17. Jh.                | 4. Januar 1984     | A 499           |
| weitere Bilder                          |                                         | Citadellstraße 12 Karte                              | Die Brauerei Schumacher geht zurück auf die Übernahme der Brauerei „Im Sonnenaufgang“ im barocken Haus in der Citadellstraße 12 im Jahre 1838 durch den Brauer Johannes Matthias Schumacher. Heute befindet sich hier die Deutsch-Indische Handelskammer. | 1695                        | 25. Januar 1984    | A 527           |
|                                         |                                         | Citadellstraße 13 Karte                              | | 1684, 18. Jh.               | 13. Juli 1983      | A 387           |
| Wohnhaus                                | Wohnhaus                                | Citadellstraße 14 Karte                              | Das Gebäude Ecke Beckerstraße wurde 1692 bis 1698 von Michael Cagnon als Stadtpalais errichtet. | 1692–1698                   | 25. November 1983  | A 477           |
|                                         |                                         | Citadellstraße 15 Karte                              | | Ende 17. Jh.                | 25. November 1983  | A 478           |
| weitere Bilder                          |                                         | Citadellstraße 17 Karte                              | | Ende 17. Jh.                | 15. Dezember 1983  | A 492           |
| weitere Bilder                          |                                         | Citadellstraße 19 Karte                              | | 17. Jh.                     | 1. Dezember 1983   | A 486           |
| weitere Bilder                          |                                         | Citadellstraße 21 Karte                              | | 1684                        | 23. Februar 1982   | A 35            |
| Wohnhaus                                | Wohnhaus                                | Citadellstraße 23 Karte                              | | 1684                        | 25. November 1983  | A 479           |
| Wohnhaus                                | Wohnhaus                                | Citadellstraße 25 Karte                              | | 1684                        | 25. November 1983  | A 480           |
|                                         |                                         | Citadellstraße 27 Karte                              | | 1689                        | 25. November 1983  | A 481           |
| weitere Bilder                          | Alte Zitadelle, Alter Hafen             | Dammstraße o. Nr., Schulstraße o. Nr. Karte          | | 16. Jh.                     | 4. Februar 1986    | A 964           |
| weitere Bilder                          |                                         | Grabenstraße 6 Karte                                 | Fassade Architekt Leonhard Sandkaulen | Beginn 19. Jh.              | 8. März 1995       | A 1338          |
|                                         |                                         | Grabenstraße 11a/Kasernenstraße 13 Karte             | | 1956                        | 15. September 2009 | A 1588          |
| weitere Bilder                          | Wohnhaus mit Ladenlokal                 | Hafenstraße 1 Karte                                  | Das dreigeschossige, verputzte Eckhaus neben der Brauerei „zum Schiffchen“ wurde Ende des 18. Jahrhunderts erbaut. Die Grundmauern, auf dem Grundstück einer ursprünglichen Wassermühle, sind jedoch deutlich älter als das darüber erbaute barocke Gebäude. Von 1878 bis 1880 erfolgte eine Modernisierung des Hauses. Um 1900 wurde das Haus umgebaut und neue Schaufenster eingebaut. Unter Denkmalschutz gestellt, wurde das Haus in 1986 modernisiert. | Ende 18. Jh.                | 5. März 1984       | A 555           |
| weitere Bilder                          | Villa Horion                            | Haroldstraße 2 Karte                                 | | 1910–1911                   | 25. Mai 1984       | A 604           |
|                                         |                                         | Hohe Straße 6 Karte                                  | | Ende 18. Jh.                | 5. April 1983      | A 329           |
|                                         |                                         | Hohe Straße 17 Karte                                 | | Anfang 19. Jh.              | 14. November 1984  | A 747           |
|                                         |                                         | Hohe Straße 19 Karte                                 | | Anfang 19. Jh.              | 4. Dezember 1984   | A 792           |
|                                         |                                         | Hohe Straße 20 Karte                                 | Das Gebäude zeichnet sich durch seine bemerkenswerte Außenarchitektur mit Faschen, Kartuschen, Laibungen sowie Gesimsen aus: „Die Fassade mit Mitteleingang ist in fünf Achsen gegliedert. Der Eingang hat eine profilierte Laibung mit einer Kartusche. Ein schmales Gesims setzt die Obergeschosse ab. Alle Obergeschossfenster setzen über Fensterbankgesimsen an und haben profilierte Faschen“. 1857 erhielt das Gebäude einen neuen Hofflügelbau und 1881 einen weiteren. 1925 sowie 1978 erfolgten Umbauten. | Ende 18. Jh.                | 2. Juni 1986       | A 983           |
|                                         |                                         | Hohe Straße 21 Karte                                 | | Anfang 19. Jh.              | 1. Dezember 1993   | A 1274          |
|                                         |                                         | Hohe Straße 41 Karte                                 | | ca. 1861                    | 1. Februar 1995    | A 1336          |
| weitere Bilder                          | Wohnhaus mit Ladenlokal                 | Hohe Straße 51 Karte                                 | Die Fassade wurde im Jahre 1900 nach Entwürfen des Düsseldorfer Architekten Fritz Niebel im Jugendstil umgestaltet. | Anfang 19. Jh, Fassade 1900 | 5. April 1983      | A 330           |
| Commerzbank-Hochhaus                    | Commerzbank-Hochhaus                    | Kasernenstraße 39 Karte                              | | 1959–1962                   | 23. November 1998  | A 1453          |
| weitere Bilder                          | AOK                                     | Kasernenstraße 61, Hohe Straße 30 Karte              | | 1928–1932                   | 25. Juli 1990      | A 1210          |
| weitere Bilder                          | Altbau AOK                              | Kasernenstraße 63 Karte                              | | 1904–1905                   | 24. Juni 1986      | A 987           |
| weitere Bilder                          |                                         | Mannesmannufer 1a Karte                              | | 1910–1911                   | 25. Mai 1984       | A 606           |
| weitere Bilder                          | Behrensbau                              | Mannesmannufer 2 Karte                               | | 1911–1912                   | 23. Oktober 1982   | A 247           |
|                                         |                                         | Mannesmannufer 7 Karte                               | | 1904–1905                   | 28. Mai 1984       | A 609           |
|                                         |                                         | Mannesmannufer 8 Karte                               | | 1904–1905                   | 4. April 1984      | A 570           |
| weitere Bilder                          | Mariensäule                             | Maxplatz Karte                                       | | 1872–1873                   | 27. September 1982 | A 237           |
|                                         |                                         | Orangeriestraße 3, 4 Karte                           | | ca. 1810                    | 10. November 1983  | A 461           |
|                                         |                                         | Orangeriestraße 5 Karte                              | | 1710                        | 2. Dezember 1983   | A 488           |
| weitere Bilder                          |                                         | Orangeriestraße 6 Karte                              | | ca. 1710                    | 6. Oktober 1983    | A 437           |
| weitere Bilder                          |                                         | Poststraße 3 Karte                                   | In dem um 1904 erbauten Haus durch den Architekten Leo von Abbema befand sich bis 1977 im angebauten Gewerbehof, zu welchem man durch die Toreinfahrt gelangt, die Produktion von Bilderrahmen und Bilderleisten des Familienunternehmen F. G. Conzen. | 1904–1905                   | 6. September 1984  | A 700           |
| weitere Bilder                          | Wohnhaus                                | Poststraße 24 Karte                                  | Architekt: Anton Schnitzler | 1843                        | 19. September 1984 | A 711           |
| weitere Bilder                          |                                         | Poststraße 25 Karte                                  | Architekt: Anton Schnitzler | 1843                        | 6. September 1984  | A 701           |
| weitere Bilder                          |                                         | Poststraße 26 Karte                                  | Architekt: Anton Schnitzler | 1843                        | 6. September 1984  | A 702           |
|                                         |                                         | Rathausufer 14 Karte                                 | Architekt: Paul Lenz | 1910–1911                   | 19. November 1982  | A 257           |
|                                         |                                         | Rathausufer 15 Karte                                 | Architekt: Wilhelm Lenz | 1906–1907                   | 19. November 1982  | A 258           |
|                                         |                                         | Rathausufer 16 Karte                                 | Architekt war Carl Lammers für den Ingenieur Karl Heintges (Adressbuch Düsseldorf 1911: Neubau), Inhaber des Baugeschäfts Johann Heintges. | 1910–1911                   | 19. November 1982  | A 259           |
|                                         |                                         | Rathausufer 17 Karte                                 | Architekt war Carl Lammers für den Ingenieur Karl Heintges (Adressbuch Düsseldorf 1911: Neubau), Inhaber des Baugeschäfts Johann Heintges. | 1910–1911                   | 19. November 1982  | A 260           |
| weitere Bilder                          | Mehrfamilienhaus                        | Rathausufer 18 Karte                                 | Der Architekt Hans Florack (1884–1929) erbaute das Haus 1909, so steht es in der Fassade eingemeisselt. Sein Vater Heinrich Florack (1847–1912) war Baumeister in Düsseldorf. Laut Adressbuch Düsseldorf war der Neubau 1911 für den Wirt Johann Büttgen, Berger Straße 24, fertiggestellt. Über dem Portal ein Relief mit zwei nackten Jünglingen. | 1909                        | 19. November 1982  | A 269           |
| weitere Bilder                          | Mehrfamilienhaus                        | Rathausufer 19 Karte                                 | Architekt war Carl Lammers für den Ingenieur Karl Heintges (Adressbuch Düsseldorf 1911: Neubau), Inhaber des Baugeschäfts Johann Heintges. | 1910–1911                   | 19. November 1982  | A 261           |
|                                         |                                         | Rathausufer 21 Karte                                 | Architekt: Paul Lenz | 1910                        | 2. Dezember 1985   | A 957           |
|                                         |                                         | Rathausufer 22 Karte                                 | Architekt: Paul Lenz | 1909–1910                   | 28. Oktober 1985   | A 947           |
| weitere Bilder                          |                                         | Schulstraße 1 Karte                                  | Eckhaus Schulstraße 1 / Rathausufer 13 erbaut nach Plänen des Architekten Paul Lenz, welcher auch sein Architekturbüro dort hatte. | 1910–1911                   | 22. November 1982  | A 270           |
| weitere Bilder                          |                                         | Schulstraße 3 Karte                                  | Architekt: Paul Lenz | 1910–1911                   | 22. November 1982  | A 271           |
| weitere Bilder                          | Palais Nesselrode                       | Schulstraße 4 Karte                                  | | 1685, 1966–1968             | 22. März 1995      | A 1342          |
| weitere Bilder                          | St. Maximilian                          | Schulstraße 11–15, Citadellstraße 2 Karte            | | 1735–1743                   | 22. April 1985     | A 884           |
|                                         |                                         | Schwanenmarkt 5 Karte                                | | ca. 1836                    | 13. März 1985      | A 870           |
|                                         |                                         | Schwanenmarkt 7 Karte                                | | 1835                        | 12. April 1985     | A 883           |
| Wohnhaus                                | Wohnhaus                                | Schwanenmarkt 8 Karte                                | Architekt: Anton Schnitzler | 1836                        | 7. April 1983      | A 336           |
|                                         |                                         | Schwanenmarkt 12, 13 Karte                           | | Anfang 19. Jh.              | 7. April 1983      | A 337           |
|                                         |                                         | Schwanenmarkt 14 Karte                               | | Anfang 19. Jh., 1901        | 8. Juni 1983       | A 371           |
|                                         |                                         | Südstraße 1, 3 Karte                                 | Architekt: Anton Schnitzler | 1843                        | 1. April 1985      | A 880           |
| Wohnhaus                                | Wohnhaus                                | Wallstraße 29b / Mittelstraße 8 Karte                | Das Gebäude stammt im Kern noch aus dem 18. Jahrhundert und war das ehemalige Abthaus des Düsseldorfer Kapuzinerklosters mit Fassade nach Entwürfen des Architekten Anton Harte. | ca. 1854, 1882              | 7. Dezember 1984   | A 805           |
| weitere Bilder                          | Wohnhaus                                | Wallstraße 31a Karte                                 | | Ende 18. Jh.                | 8. März 1995       | A 1339          |